# Chirurgiczna precyzja (film)
Chirurgiczna precyzja (Excision) – amerykański film grozy z 2012 roku.

## Treść
Główną bohaterką jest 17-letnia Pauline, nieakceptowana przez rówieśników i sprawiająca problemy rodzicom. Każdej nocy we śnie dręczą ją krwawe wizje. Paulina marzy o karierze chirurga.

## Obsada
- AnnaLynne McCord – Pauline
- Traci Lords – Phyllis
- Ariel Winter – Grace
- Roger Bart – Bob
- Jeremy Sumpter – Adam
- Malcolm McDowell – Mr. Cooper
- Matthew Gray Gubler – Mr. Clayburgh
- Marlee Matlin – Amber
- Ray Wise – Principal Campbell
- John Waters – William